# Jovan Jovanović Pižon
Jovan Jovanović Pižon ((serb.) Јован Јовановић – Пижон ur. 3 września 1869 w Belgradzie, zm. 20 czerwca 1939 w Ochrydzie) – serbski polityk, prawnik, dyplomata, historyk i publicysta, minister spraw zagranicznych (1912).

## Życiorys
Urodził się jako Jovan Jovanović, w dorosłym życiu przyjął przydomek Pižon (od francuskiego określenia pijon – gołąb, co nawiązywało do jego paryskiego stylu ubierania się). Po ukończeniu gimnazjum w Belgradzie kształcił się w stołecznej Szkole Wielkiej, a następnie studiował prawo na Uniwersytecie Paryskim. Powrócił do Serbii w 1892 i rozpoczął pracę na stanowisku referenta w sądzie miejskim w Belgradzie. W 1900 otrzymał stanowisko profesora Szkoły Wielkiej w Belgradzie.

## Kariera dyplomatyczna
W 1899 rozpoczął pracę w dyplomacji, początkowo jako urzędnik ambasady serbskiej w Stambule, a rok później jako sekretarz w ministerstwie spraw zagranicznych. Trzy lata później wyjechał do Sofii, gdzie sprawował funkcję chargé d’affaires, prowadząc negocjacje z Bułgarią na temat przyszłości Macedonii. Od 1906 występował jako chargé d’affaires w ambasadzie Serbii w Atenach.  W latach 1907–1909 był konsulem Serbii w Cetynii. Przed wojnami bałkańskimi uczestniczył w organizacji serbskiego ruchu czetnickiego na terenie Macedonii. W 1911 objął stanowisko naczelnika departamentu w ministerstwie spraw zagranicznych, a w 1912 przez okres trzech miesięcy kierował resortem w gabinecie Marko Trifkovicia. W sierpniu 1912 kierownictwo resortu przejął osobiście Nikola Pašić, ale z uwagi na jego zaangażowanie w sprawy wojenne faktyczne kierownictwo resortu pozostało w rękach Jovanovicia Pižona.

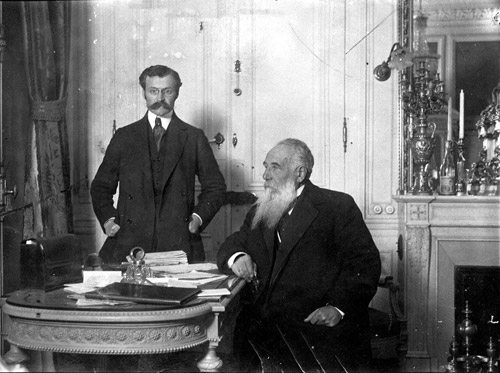
Jovan Jovanović Pižon i Nikola Pašić w czasie I wojny światowej

W okresie wojen bałkańskich kierował ambasadą serbską w Wiedniu. Po zamachu sarajewskim, 30 czerwca 1914 udał się do austro-węgierskiego ministerstwa spraw zagranicznych, aby przekazać, że rząd serbski potępia zbrodnię sarajewską. W 1914 objął stanowisko wiceministra spraw zagranicznych, które pełnił przez rok. Należał do grona bliskich współpracowników Nikoli Pašicia, kiedy rząd serbski działał na uchodźstwie na Korfu. Pod koniec I wojny światowej kierował ambasadą serbską w Londynie, a następnie w Waszyngtonie. W tym czasie zaangażował się na rzecz promowania idei zjednoczonego państwa jugosłowiańskiego. W 1920 przeszedł na emeryturę, ale nie zrezygnował z kariery politycznej. Wstąpił do Partii Agrarnej i reprezentował ją w parlamencie Królestwa SHS w latach 1920-1927. Był przeciwnikiem dyktatury króla Aleksandra, ustanowionej w 1929 i działał w opozycji. Powrócił do życia politycznego w 1935 r., jako współpracownik Vladko Mačka. W 1938 został wybrany deputowanym do parlamentu z okręgu Oplenac. Zmarł w czerwcu 1939 w Ochrydzie.
Był publicystą i komentatorem politycznym, współpracował m.in. z czasopismami Nova Evropa i Politika. Autor historii Serbii od końca XVIII w. do jej wyzwolenia spod panowania osmańskiego. W 2015 ukazał się drukiem dziennik Pižona z lat 1896-1920, w opracowaniu Miladina Milosevicia.